# 45 or 46 Songs That Weren't Good to Go on Our Other Records
45 or 46 Songs That Weren't Good Enough to Go on Our Other Records é a segunda coletânea musical da banda NOFX, lançada a 21 de Maio de 2002.

## Faixas
Todas as faixas por Mike Burkett e/ou NOFX, exceto onde anotado.

### Disco 1:Counting Sheep
1. "Pimps and Hookers" — 2:13
2. "All of Me" (Gerald Marks, Seymour Simons) — 2:05
3. "We Threw Gasoline....." — 2:44
4. "Drugs Are Good" — 2:18
5. "Lower" — 2:47
6. "Forming" (Bobby Pyn) — 0:50
7. "Electricity" (Paul Humphreys, Andy McCluskey) — 2:06
8. "Lazy" (Marty Gregori) — 3:02
9. "The Plan" — 3:00
10. "Timmy the Turtle" — 1:39
11. "Punk Song" — 0:47
12. "See Her Pee" — 0:31
13. "Zyclone B Bathouse" — 1:37
14. "Last Caress" (Glenn Danzig) — 1:31
15. "Bath of Least Resistance" — 1:47
16. "We Ain't Shit" — 3:05
17. "San Francisco Fat" — 2:44
18. "Vincent" (Don McLean) — 3:21
19. "Pump Up the Valium" — 1:46
20. "Pods and Gods" — 2:57
21. "Eat the Meek" (Dub Mix) — 4:33
22. "Thalidomide Child" — 1:40

### Disco 2:Catching Zzz's
1. "Fun Things to Fuck (If You're a Winner)" — 1:05
2. "Juice Head" (Traditional) — 0:20
3. "Three on Speed" — 1:20
4. "New Happy Birthday Song?" — 0:44
5. "Talking Bout Yo Mama" — 0:32
6. "Party Enema" — 1:30
7. "Can't Get the Stink Out" — 1:07
8. "Go to Work Wasted" — 1:01
9. "Fuck the Kids (Revisited)" — 0:33
10. "Whoa on the Whoas" — 0:42
11. "Puke on Cops" — 0:59
12. "I Gotta Pee" — 0:32
13. "Totally Fucked" — 2:10
14. "Fuck the Kids" — 0:07
15. "Fuck the Kids II" — 0:05
16. "I'm Telling Tim" — 1:06
17. "Reagan Sucks" — 1:24
18. "Posuer" — 0:31
19. "My Name's Bud" — 0:54
20. "Two on Glue" — 1:09
21. "Please Stop Fucking My Mom" — 0:55
22. "Murder the Government" — 0:42
23. "Stranger Than Fishin" — 0:52
24. "Eric Melvin vs. PCP" — 0:37
25. "Always Hate Hippies" — 0:55

| Críticas profissionais                                                      | Críticas profissionais |
| Avaliações da crítica                                                       | Avaliações da crítica  |
| Fonte                                                                       | Avaliação              |
| --------------------------------------------------------------------------- | ---------------------- |
| allmusic                                                                    | [ 2 ]                  |
| Esta tabela precisa de ser acompanhada por texto em prosa. Consulte o guia. |                        |

## Paradas
Álbum
| Paradas (2002)         | Melhor posição |
| ---------------------- | -------------- |
| Billboard 200          | 80             |
| Top Independent Albums | 4              |